# سباستین باک
سباستین باک (انگلیسی: Sebastian Bach؛ زادهٔ ۳ آوریل ۱۹۶۸) یک موسیقی‌دان اهل ایالات متحده آمریکا است. وی از سال ۱۹۸۵ میلادی تاکنون مشغول فعالیت بوده‌است.